# 니카라과-대한민국 관계
니카라과와 대한민국은 1962년 1월 26일에 외교 관계를 수립하였다.

## 연혁
- 1962년 외교 관계 수립

## 역사
두 나라는 1962년에 수교에 합의하였으나, 1978년 친사회주의 성향 산디니스타 국민해방전선의 등장과 소모사가 독재 정권이 퇴진하게 되면서 외교 관계가 동결되었다. 이는 당시 산디니스타 아래 니카라과가 사회주의 이념을 표방하며 소련, 중화인민공화국, 조선민주주의인민공화국, 쿠바 등과 우호적으로 지냈던 점과 무관하지 않다. 실제로 니카라과는 1979년 남한과 외교관계 동결 및 북한과 외교 관계를 수립하였다. 이후 1990년에 비올레타 차모로 대통령이 당선되면서 외교 관계를 회복하였다. 대한민국은 1997년에, 니카라과는 1995년에 상주공관을 서로 설치하였다. 김대중 정부 시절에는 아르놀도 알레만 대통령 내외가 한국을 국빈 방문한 적이 있다. 1997년에 대사관을 폐쇄한 적이 있는 니카라과는, 북한과 대사관 개설 합의 이후에 2024년에 대한민국 주재 대사관 철수를 결정하게 된다. 대한민국 정부는 2024년 7월에 민재훈 당시 니카라과 주재 대사를 본국으로 급히 귀국시켰고 니카라과 주재 대사관을 임시대리대사 체제로 전환했다. 니카라과 정부는 2024년 8월에 하이메 에르미다 카스티요(Jaime Hermida Castillo) 미국 뉴욕 유엔 본부 주재 니카라과 대사를 대한민국 주재 비상주 니카라과 대사로 임명했다.

## 같이 보기
- 대한민국의 대외 관계
- 니카라과의 재외공관 목록
- 주한 니카라과 대사관
- 주니카라과 대한민국 대사관